# Van Hove-szingularitás
A szilárdtestfizikában a van Hove-szingularitás egy szilárdtest állapotsűrűségének olyan anomális pontja, mely bizonyos esetekben szinguláris pont is lehet, mely esetben az állapotsűrűség divergálhat. Gyakran kvantumbezárás következtében lép fel, mely például a nanoszerkezetek esetén jellemző jelenség. Az állapotsűrűség szingularitásainak fontos szerepe van például a szilárd anyagok karakterisztikus optikai átmenetek, vagy gerjesztési jelenségeinek leírásakor.
Kritikus pontoknak nevezik a Brillouin-zóna azon pontjait (illetve az ezen pontokat megadó hullámszámvektorokat), melyekben ilyen szingularitása van az állapotsűrűségnek.
Nevét a belga fizikus Léon Van Hove-ról kapta, aki 1953-ban hívta fel a figyelmet arra, hogy a fononok állapotsűrűségében szinguláris pontok alakulhatnak ki.

## Fizikai jellemzése

### Fonon-állapotsűrűség
A fonon-állapotsűrűségben kialakuló van Hove-szingularitások elméleti kimutatása során az egyszerűség kedvéért egydimenziós rács rezgéseiből érdemes kiindulni. Ha {\displaystyle N} darab atom egydimenziós láncát tekintjük, melyben a szomszédos atomok között nyugalmi helyzetben egyenlő {\displaystyle a} távolság van, akkor a lánc teljes hossza {\displaystyle L=Na}. A láncon terjedő rezgések számára periodikus határfeltételt célszerű szabni:
{\displaystyle k={\frac {2\pi }{\lambda }}=n{\frac {2\pi }{L}}},
ahol {\displaystyle \lambda } a hullámhossz, {\displaystyle n} pedig egész szám, melynek pozitív értékei tartoznak az előrefelé, negatív értékei a visszafelé terjedő hullámmegoldásokhoz. A legrövidebb hullámhossz {\displaystyle 2a}, melyből a fogalmak definíciói szerint kifejezhető a legnagyobb hullámszám: {\displaystyle k_{max}=\pi /a}, illetve a legnagyobb {\displaystyle n_{max}=L/2a}. A rácsrezgéseket reprezentáló fononok állapotsűrűségét (egy adott {\displaystyle [k;k+dk]}hullámszámtartományban található állapotok számát) az alábbiak szerint adhatjuk meg:
{\displaystyle g(k)dk=dn={\frac {L}{2\pi }}\,dk}.
Három dimenzióban az alábbi eredményre jutottunk volna:
{\displaystyle g({\vec {k}})d^{3}k=d^{3}n={\frac {L^{3}}{(2\pi )^{3}}}\,d^{3}k},
ahol {\displaystyle d^{3}k} a hullámszámtérbeli térfogatelem, melyben az állapotokat összegezzük. A hullámszámok energiafüggésének (azaz a diszperziós relációnak) ismeretében, és a
{\displaystyle dE={\frac {\partial E}{\partial k_{x}}}dk_{x}+{\frac {\partial E}{\partial k_{y}}}dk_{y}+{\frac {\partial E}{\partial k_{z}}}dk_{z}={\vec {\nabla }}E\cdot d{\vec {k}}}
láncszabály felhasználásával (itt {\displaystyle {\vec {\nabla }}} a hullámszámtérbeli gradients jelenti) az energiafüggő állapotsűrűség megadható :
{\displaystyle g(E)dE=\iint _{\partial E}g({\vec {k}})\,d^{3}k={\frac {L^{3}}{(2\pi )^{3}}}\iint _{\partial E}dk_{x}\,dk_{y}\,dk_{z}}, 

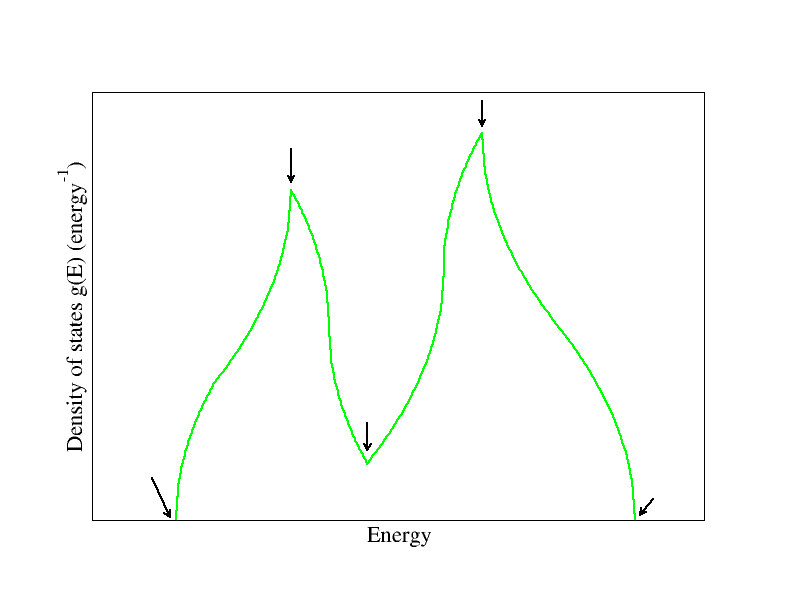
Szimulált példa egy háromdimenziós szilárdtest állapotsűrűségének van Hove-szingularitásaira. A kritikus pontokat nyíl jelzi

ahol az integrálást az ekvienergiás {\displaystyle \partial E} felületek mentén kell elvégezni. Az adott E energiához tartozó, hullámszámtérbeli pontok a k-térben felületet alkotnak, melyre E gradiensvektora minden pontban merőleges. Választható a hullámszámtérben egy új {\displaystyle k'_{x},k'_{y},k'_{z}\,} koordináta-rendszer úgy, hogy {\displaystyle k'_{z}\,} épp merőleges legyen a felületre, így {\displaystyle {\vec {\nabla }}E} irányába essen. Ha ezt az új koordináta-rendszert csupán elforgatással fedésbe lehet hozni {\displaystyle k_{x},k_{y},k_{z}\,}-vel, akkor a tárfogatelem azonos lesz: {\displaystyle dk'_{x}\,dk'_{y}\,dk'_{z}=dk_{x}\,dk_{y}\,dk_{z}}, így {\displaystyle dE=|{\vec {\nabla }}E|\,dk'_{z}} adódik, mellyel az energiafüggő állapotsűrűség:
{\displaystyle g(E)={\frac {L^{3}}{(2\pi )^{3}}}\iint {\frac {dk'_{x}\,dk'_{y}}{|{\vec {\nabla }}E|}}},
ahol {\displaystyle dk'_{x}\,dk'_{y}} az ekvienergiás felület egy felületeleme.

### A diszperziós reláció hatása az állapotsűrűségre
A fononok {\displaystyle g(E)} állapotsűrűségének fenti kifejezéséből az következik, hogy ahol az {\displaystyle E({\vec {k}})} diszperziós relációnak extrémuma (azaz szélsőértéke, vagy inflexiója) van, ott a {\displaystyle g(E)} állapotsűrűség anomális lesz. Ezen {\displaystyle k} hullámszámokon tehát van Hove-szingularitások jelennek meg.
További számolással kimutatható, hogy a van Hove-szingularitás jellegét megszabja, hogy az adott {\displaystyle k} hullámszámon a diszperziós relációnak lokális minimuma, lokális maximuma, illetve nyeregpontja van-e. Ezen kívül egyes dimenziókban a szingularitás jellege az alábbiak szerint különbözik:
- Háromdimenziós esetben {\displaystyle g(E)} állapotsűrűség nem divergál, viszont a deriváltja igen, tehát {\displaystyle g(E)}-nek törései lesznek.
- Kétdimenziós esetben {\displaystyle g(E)} logaritmikusan divergál (azaz igen lassan, de a végtelenbe tart)[6]
- Egydimenziós esetben pedig magának a {\displaystyle g(E)} állapotsűrűségnek is szakadása van, ahol {\displaystyle {\vec {\nabla }}E} értéke nulla.

## Kísérleti megfigyelése
Egy szilárdtest optikai abszorpciós spektruma a sávszerkezetből származtatható a Fermi-féle aranyszabály alkalmazásával. Az aranyszabályban szereplő állapotsűrűség a vezetési és vegyértéksávok együttes sűrűségfüggvénye, azaz azon állapotok száma, melyek között adott energiakülönbség áll fenn. Olyan anyagok esetén, melyeknek állapotsűrűségében van Hove-szingularitások vannak, anomális spektroszkópiai jellemzőkre, például bizonyos energiákon kiugró átmenetekre lehet számítani.
Egyes alacsony dimenziós nanoszerkezetek (például nanoszalagok, nanopálcák, nanocsövek) optikai vizsgálata segít feltárni az állapotsűrűség szingularitásait, mellyel szerkezeti és elektronszerkezeti információk nyerhetők az anyagról.

## Fordítás
Ez a szócikk részben vagy egészben  a   Van Hove singularity című angol Wikipédia-szócikk ezen változatának fordításán alapul.  Az eredeti cikk szerkesztőit annak laptörténete sorolja fel. Ez a jelzés csupán a megfogalmazás eredetét és a szerzői jogokat jelzi, nem szolgál a cikkben szereplő információk forrásmegjelöléseként.

### Szakkönyvek
- Bassani, F.. Electronic States and Optical Transitions in Solids. Pergamon Press (1975). ISBN 0-08-016846-9
- Charles Kittel: Bevezetés a szilárdtest-fizikába. Budapest: Műszaki Könyvkiadó. 1981.
- Thomas Ihn: Semiconductor Nanostructures: Quantum states and electronic transport. Oxford: Oxford University Press. 2009.  ISBN 9780199534432
- Sólyom Jenő: A modern szilárdtest-fizika alapjai II: Fémek, félvezetők, szupravezetők. Budapest: ELTE Eötvös Kiadó. 2010.  ISBN 9789633120286
- Rolf Koole et al.. Size Effects on Semiconductor Nanoparticles, Nanoparticles. Springer Berlin Heidelberg. DOI: 10.1007/978-3-662-44823-6_2 (2014). ISBN 978-3-662-44822-9

### Tudományos közlemények
- Van Hove, Léon (1953. március 15.). „The Occurrence of Singularities in the Elastic Frequency Distribution of a Crystal”. Physical Review 89 (6), 1189–1193. o, Kiadó: Amerikai Fizikai Társaság. DOI:10.1103/physrev.89.1189. ISSN 0031-899X.
- Piriou, A. (2011. március 1.). „First direct observation of the Van Hove singularity in the tunnelling spectra of cuprates”. Nature Communications 2, 221. o, Kiadó: Springer Nature. DOI:10.1038/ncomms1229. ISSN 2041-1723.
- Brihuega et al., I. (2012. november 8.). „Unraveling the Intrinsic and Robust Nature of van Hove Singularities in Twisted Bilayer Graphene by Scanning Tunneling Microscopy and Theoretical Analysis”. Physical Review Letters 109 (19), Kiadó: Amerikai Fizikai Társaság. DOI:10.1103/physrevlett.109.196802. ISSN 0031-9007.